# Euzona
Euzona es un género de coleópteros adéfagos de la familia Carabidae.

## Especies
Contiene las siguientes especies:
- Euzona aeneodorsis Sloane, 1917
- Euzona albolineata Macleay, 1888
- Euzona aurita Sloane, 1904
- Euzona cyanonota Sumlin, 1997
- Euzona gilesi Sloane, 1914
- Euzona levitetragramma Freitag, 1979
- Euzona tetragramma Boisduval, 1835
- Euzona trivittata Macleay, 1888